# Agra (Kansas)
Agra – miasto w Stanach Zjednoczonych, w stanie Kansas, w hrabstwie Phillips.